# 付属肢
付属肢（ふぞくし）とは、動物の体幹から突出し、運動・感覚などの機能を有する構造のことである。狭義には体節的構造を持つものにおいて、各体節から一対ずつ生じるものを指す。多くは体軸に沿って対をなし、側面から下側に出る。口の周囲に配置するものは触手という。単純な毛や突起は付属肢とは言わない。

## 概説
付属肢とは、一般には足と呼ばれる構造である。しかし、広く考えれば、それ以外にも多くの構造を含むことになる。例えば、昆虫は3対の足をもつ。これは付属肢である。しかし、頭部には1対の触角と大小の顎が備わっている。これらも付属肢起源である。最後の体節に1対の尾をもつ物もあり、これを尾角というが、これも付属肢起源である。これらは体節毎に一対生じる構造であり、起源的には相同であろうと考えられる。これに対して、昆虫の翅は明らかに異なった起源をもつものである。しかし、先の広い方の定義からは、これも明らかに付属肢と認められる。したがって、例えば昆虫の場合、足とそれに相同なものだけを付属肢という場合が多いが、広義には翅を含めてよい。
狭義の付属肢を、体節制をもつ動物の体節毎に一対でるものに限定した場合、該当するのは節足動物の関節肢と環形動物などの疣足だけである。しかし脊椎動物の足も付属肢に含めて不思議はないだろうし、そうすれば魚の鰭も当然含まれる。そう考えれば、昆虫の翅を含めるのもさほど無理な話ではない。
付属肢の配置や数、その構造は分類群の大きな特徴である。また、環境と直接かかわる部分であるため、さまざまな適応が見られる。一般には対をなす物と考えられがちだが、必ずしもそうではない。例えば魚の場合、対鰭は二対だが、ほかの鰭はそれぞれ一つである。

## 脊椎動物の場合
脊椎動物の付属肢は外肢とも言われる。脊索動物としては、本来は付属肢は必ずしも存在するものではなかったであろう。ナメクジウオには明確な付属肢がない。魚類では二対の対鰭と普通は三個の不対鰭がある。両生類以上では付属肢は前足と後足の二対に固定されている。

## 節足動物の場合
節足動物の附属肢は、関節のある外骨格を持つ点で、この群に独特の構造であり、関節肢と呼ばれる。歩行のための器官としては、脊椎動物のそれと同等の働きをもつ。節足動物という名は、そもそも節のある足、つまり独特の附属肢を持っているからこその名である。すべての節足動物の群は、基本的には体節ごとに附属肢を持ち、それを運動や摂食、呼吸のための器官としている。
原則的には、節足動物の体は同等な構造の体節の繰り返しからなる（体節制）ものと考えられている。この体節にはそれぞれ一対の附属肢が付属している。附属肢は節足動物の体と同じように、表面が硬化した外骨格で覆われ、各所に関節があって、その部分でのみ折り曲げることができる。実際には、すべての体節に附属肢があるとは限らず、多くの群では附属肢を欠く体節がある。また、体節によってその構造が異なる場合も多い。
なお、頭部の触角や口器、尾端につくヒレなども附属肢に由来するものである。特に頭部は複数の体節の融合によって形成され、そこに所属する附属肢は、多くの場合に非常に特殊化している。
詳細については関節肢を参照されたい。
昆虫の翅などを付属肢に含めて考えた場合、それに似た例は他には少ないようである。

## 環形動物の場合
環形動物も体節制をもち、体は節に分かれ、節毎に一対の附属肢をもつ。この類の附属肢は柔らかく、節がないもので、一般に疣足（いぼあし）と呼ばれる。
多毛類の疣足は体の側面から横に突出し、一定数のとがった毛（剛毛）を備える。また、上面に鰓を持つものも多い。それ以外の環形動物では疣足は退化し、剛毛を持つものがある程度である。なお、有爪動物もやや形態の似た疣足を持ち、これを葉足という。形はより単純で、体の側面下側から生じ、下に向く。先端に爪があるのが特徴である。クマムシ類もほぼ同様である。

## 胴甲動物の場合
胴甲動物は、ごく小型の、円筒状の単純な外見の体を持つが、そこに多数の毛のような突起が生じている。これらが附属肢と認められている。その数は極めて多く、全動物中で最も附属肢が多い、とも言われる。
特に附属肢が集中して配列するのは頭部で、円環状に配列した針状の附属肢が複数列並んでいる。最前列に配置する八本が太く、先端は爪状になっている。それ以降の配列は種によって異なるが、複数の型のものが交じる。頭部に続く頸部には細長い羽状棘が出る。
これらの機能や用途に関しては、そもそもこの類の生活などがはっきり分かっていないため、不明である。

## その他
それ以外の動物群にも、散見的に附属肢が知られる。たとえばワムシ類のミツウデワムシの遊泳用のものなどがそう呼ばれる。